# 1469 az irodalomban
Az 1469. év az irodalomban.

## Születések
- május 3. – Niccolò Machiavelli itáliai író, filozófus, korának egyik legnagyobb hatású gondolkodója († 1527)
- 1469 – Élie Lévita zsidó humanista, filológus, a maszóra tudósa, jiddis nyelven író költő († 1549)